# Lausanne Football and Cricket Club
Der Lausanne Football and Cricket Club war ein Schweizer Fussball- und Cricketverein.
Während die Publikationen des Fussballverbandes als Gründungsjahr 1880 angeben, zirkuliert andernorts das Gründungsjahr 1860. Der Lausanne Football and Cricket Club war Gründungsmitglied des Schweizerischen Fussballverbandes und nahm an der ersten Schweizer Fussballmeisterschaft 1897/98 sowie der zweiten Schweizer Fussballmeisterschaft 1898/99 teil. Ab 1899 nahm er an der Konkurrenzmeisterschaft der Ligue Romande de Football teil.